# Реґніц
Реґніц — річка в Баварії протяжністю 58 км. Ліва притока Майну. Назва, ймовірно, походить від слов'янського слова  Rekavica, що означало річка. Реґніц бере свій початок у місці злиття річок Редніц та Пеґніц недалеко від міста Фюрт (поблизу Нюрнберга). Основні притоки:  Ценн, Аурах. Реґніц протікає також через міста Ерланген та Форхайм. Впадає в Майн нижче Бамбергу.
Невелика ділянка Реґніцу біля Бамберга включені в канал, що з'єднує Майн з Дунаєм: Рейн-Майн-Дунай відкритий в 1972 році. Канал проходить паралельно річки від Бамберга до Фюрту.

## Економічне значення
В XIX ст. річку використовували для сплаву лісу з Нюрнбергу в Бамберг. В 2003 у Фюрті було побудовано насосну станцію, для зрошування т.зв. "Часникової землі" (нім. Knoblauchsland) - землеробної області, яка лежить в трикутнику Нюрнберг-Фюрт-Ерланген.

## Галерея

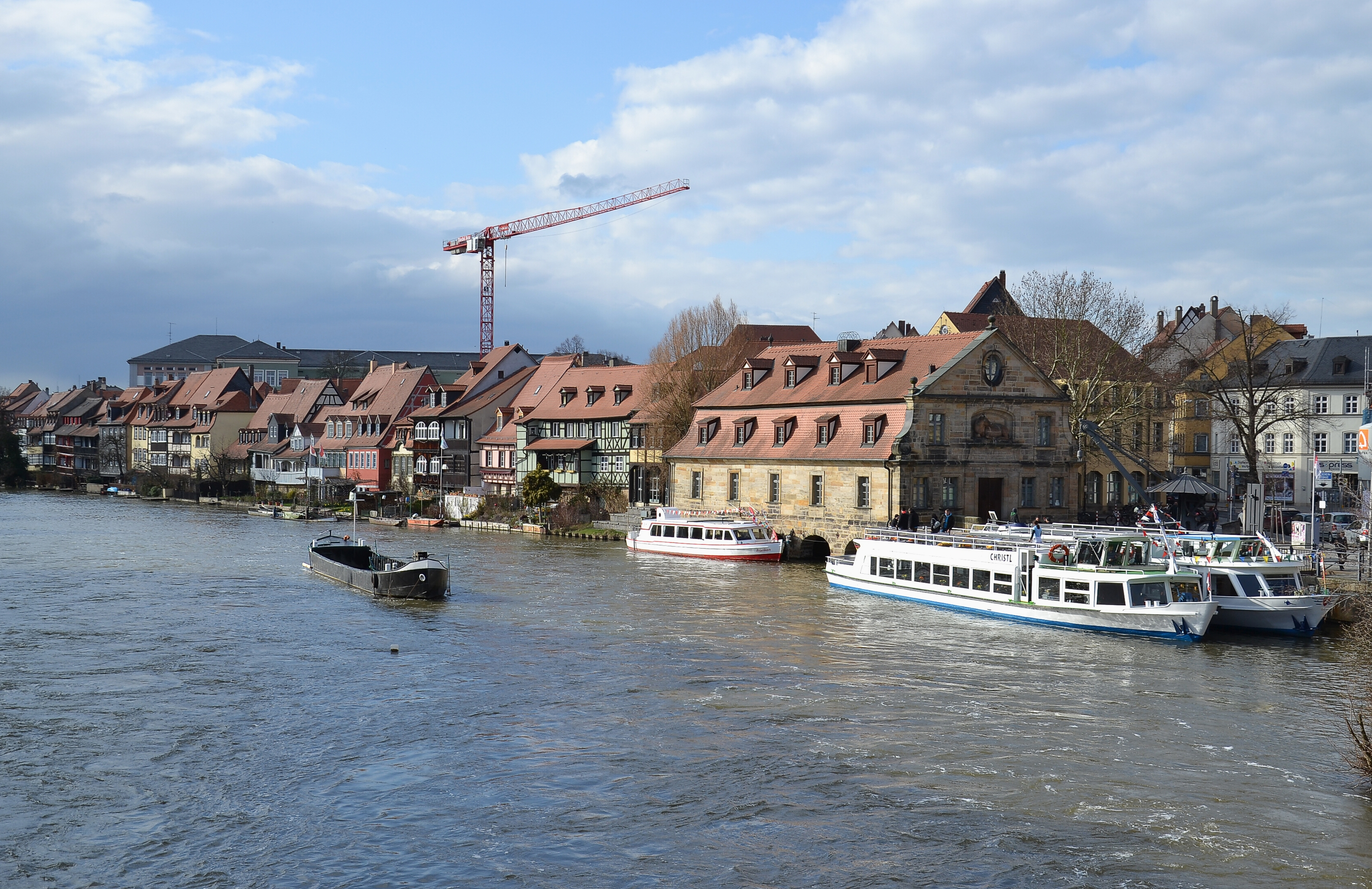
Реґніц в Бамберзі.
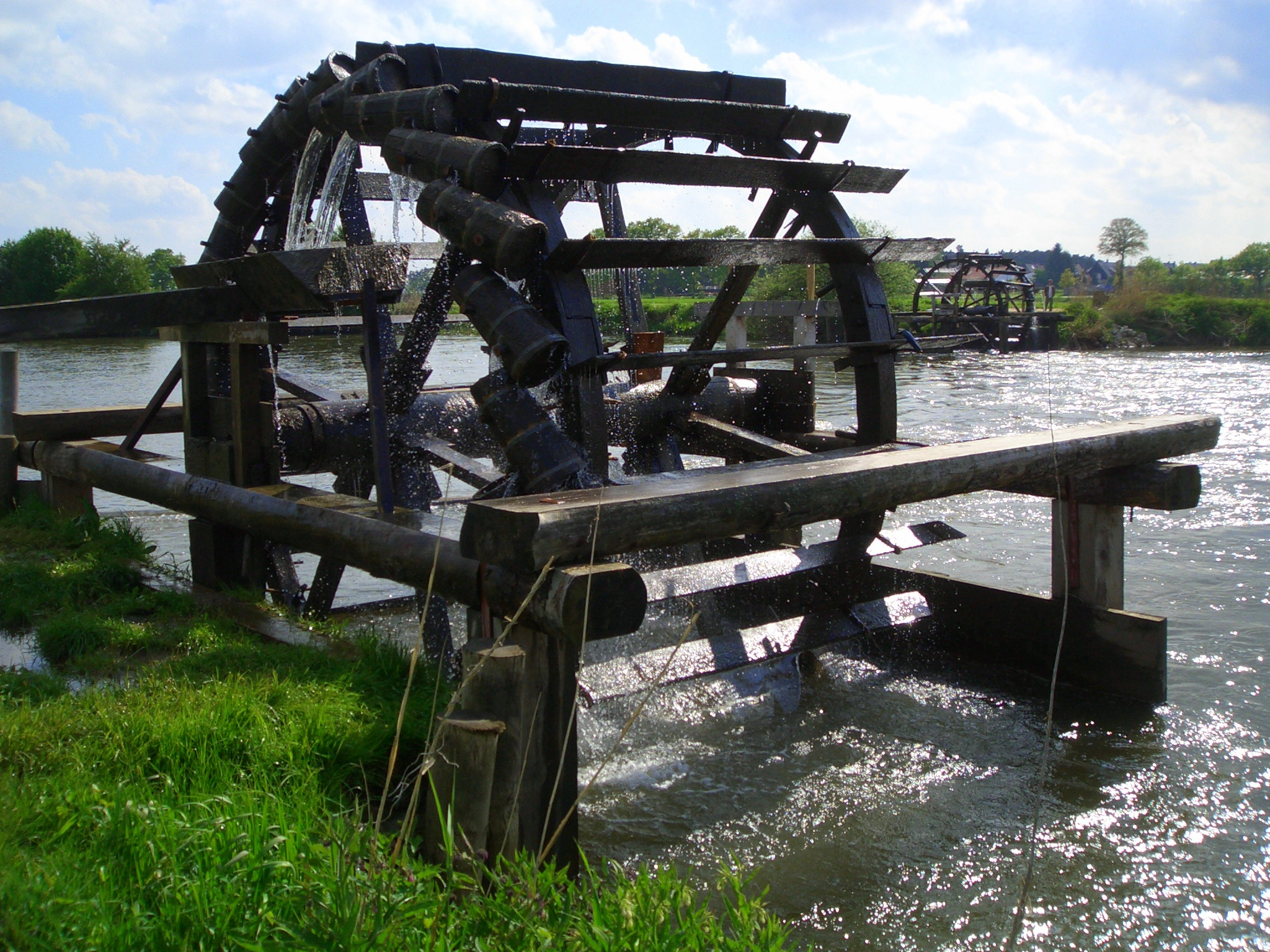
Водяний млин на річці.
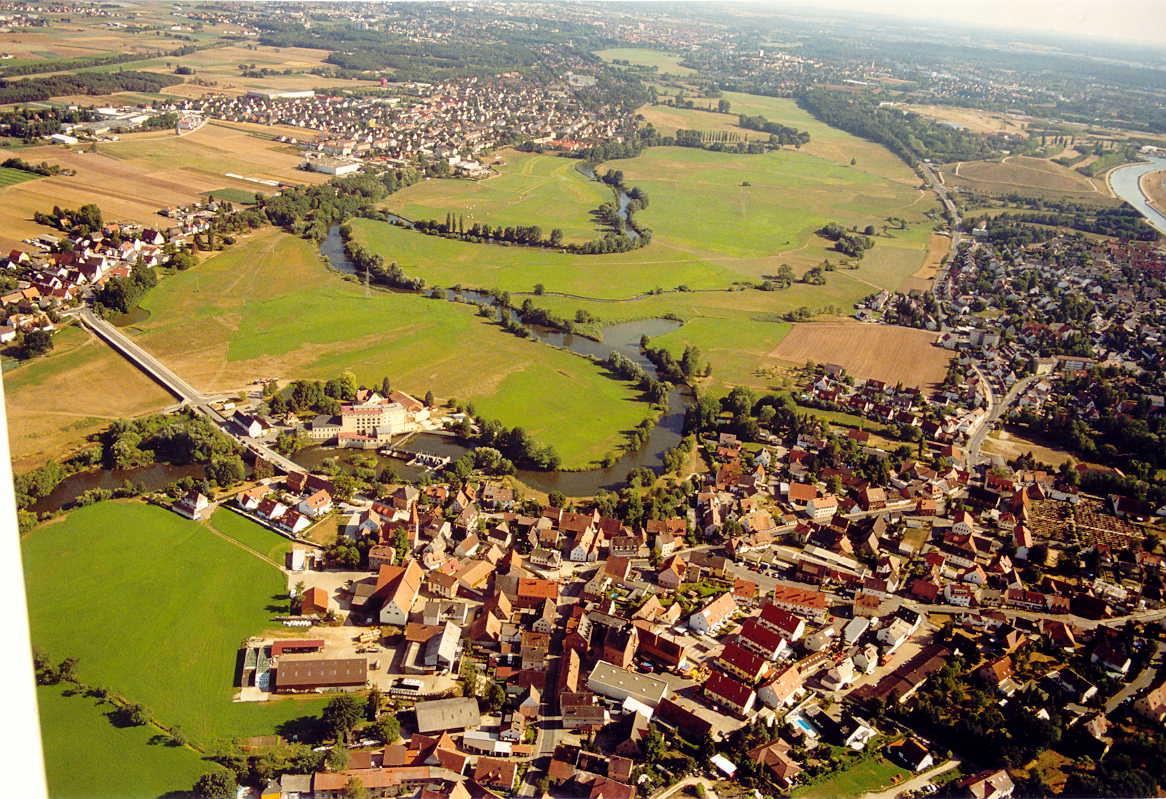
Реґніц біля Ваку (липень 2003).
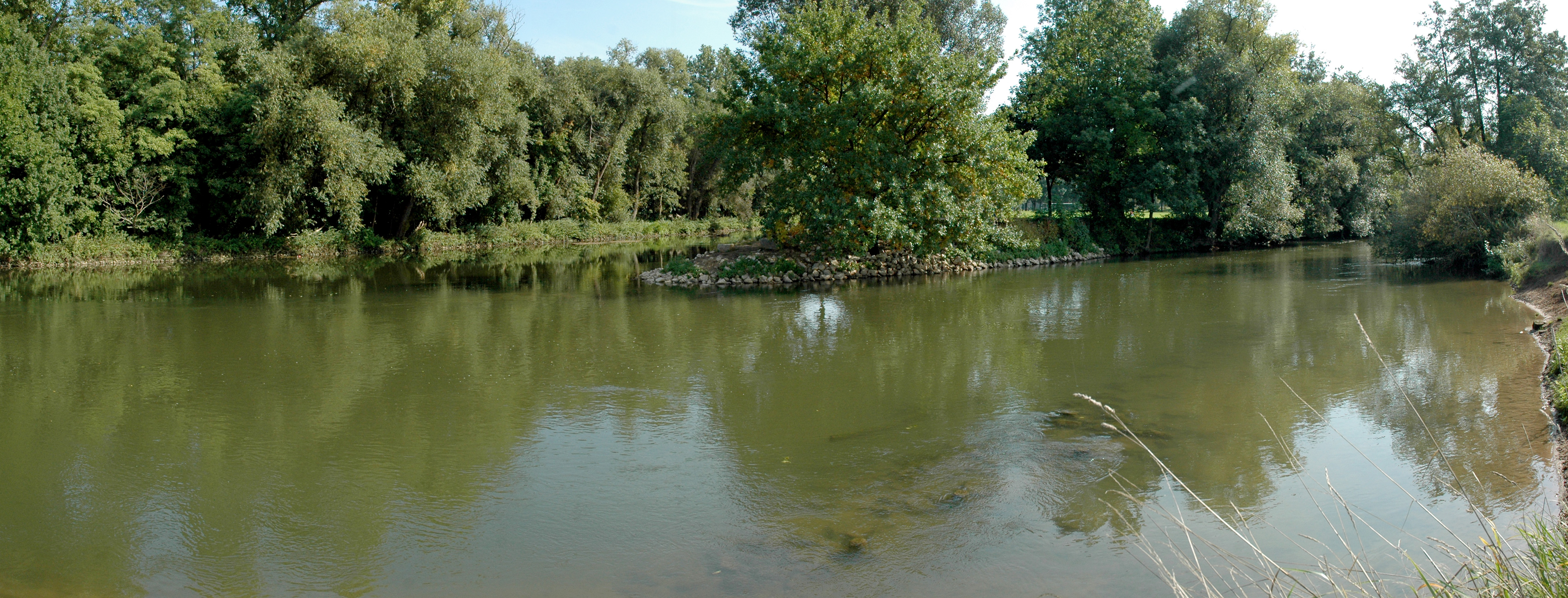
Злиття Пеґніцу і Редніцу біля Фюрту.
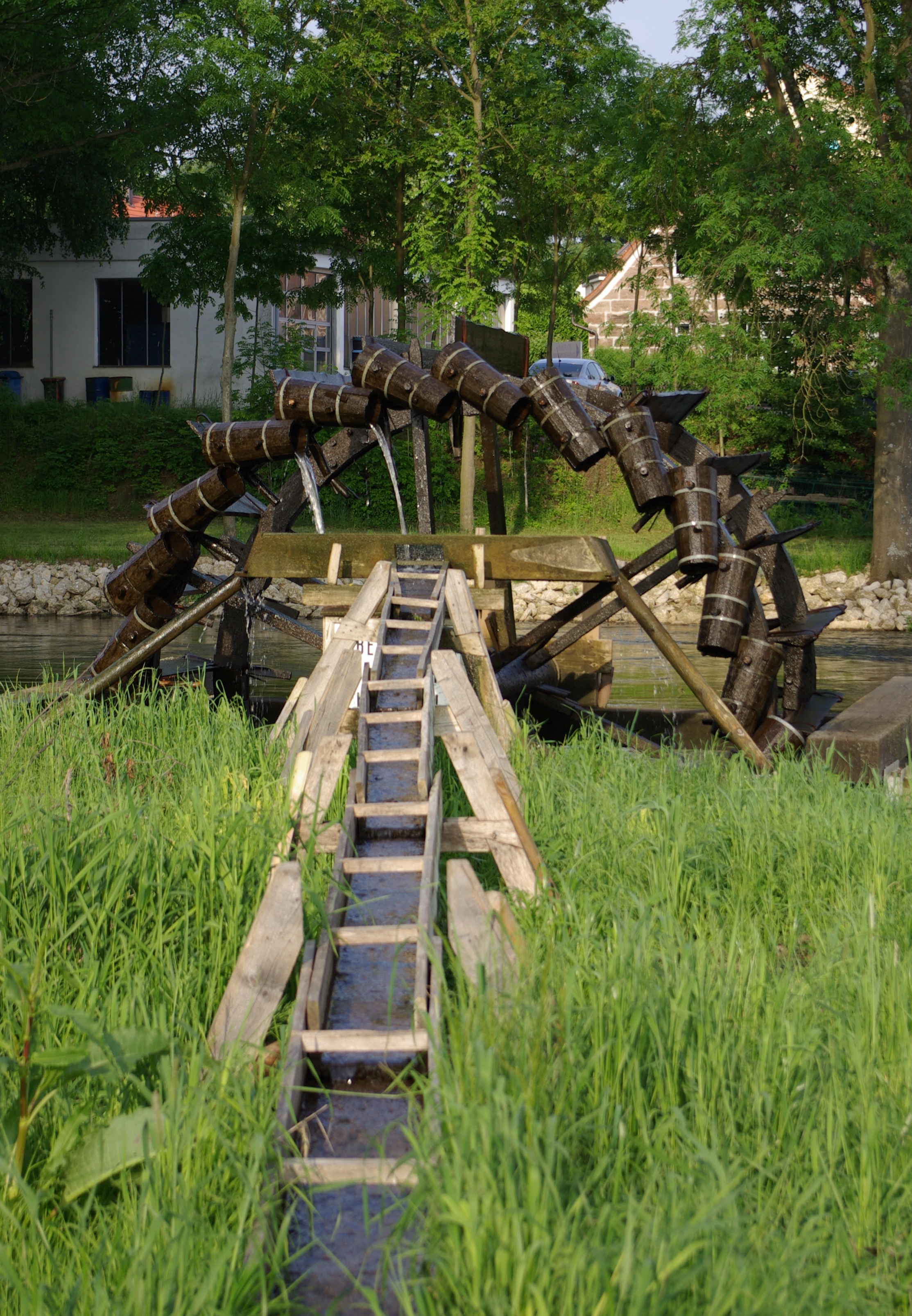
Водяне колесо на Реґніці.

49°54′51″ пн. ш. 10°49′47″ сх. д. / 49.91417° пн. ш. 10.82972° сх. д.